# Sallustii
Les Salustii (singulier: Salustius) sont les membres de la gens Sallustia, parfois écrite Salustia, qui était une famille plébéienne de la Rome antique. Les membres de cette gens sont mentionnés pour la première fois à l'époque de Cicéron et, à partir de cette époque, ils acquièrent une distinction particulière en tant qu'hommes d'État et écrivains. Le plus illustre de la famille était l'historien Caius Sallustius Crispus.

## Praenomina
Les principaux praenomina des Sallustii de la République et du début de l'Empire étaient Gaius, Gnaeus et Publius . D'autres noms apparaissent à l'époque impériale, notamment Marcus et Quintus.

## Branches etcognomen
Le seul cognomen porté par les Sallustii de la République était Crispus, appartenant à une classe abondante de noms de famille dérivés des caractéristiques physiques d'un individu et appartenant à l'origine à une personne aux cheveux bouclés. Lucullus, porté par un membre malheureux de cette famille à l'époque de Domitien, peut avoir été dérivé de lucus, un bosquet, bien qu'il puisse aussi avoir été un diminutif du praenomen Lucius.

## Membres

### Sous la République
- Cnaeus Sallustius, ami de Cicéron[4].
- Publius Sallustius, client de Cnaeus Sallustius[5].

#### Sallustii Crispi
- Sallustius, (v.-110 - ?)
  - Caius Sallustius Crispus, (1/10/-86 - 13/5/-35), préteur en -46, proconsul d'Africa Nova en -46/-45, historien et écrivain romain[6],[7],[8],[9],[10],[11],[12];
  - Sallustia, (v.-85 - ?), épouse un sénateur romain au nom inconnu;
    - (Sallustia?), (v. -70 - ?), épouse de Lucius Passienus Rufus[13];
      - Caius Sallustius Crispus Passienus, (v.-55 - 20), chevalier romain ami de l'empereur Auguste, fils adoptif de son grand-oncle Salluste[14],[15],[16],[17];
        - Caius Sallustius Crispus Passienus, (v.-15 - 44/7), consul suffect en 27,  proconsul d'Asie en 41, consul en 44[18];
          - Sallustia Calvina, (v.10 - ap.59), épouse de Publius Ostorius Scapula;
          - ? (Sallustius), (v.15 - 40/5);
            - ? Caius Ummidius Quadratus Sallustius, (v.44 - ap.78), consul suffect en 78;
              - ? Caius Ummidius Quadratus, (v. 85 - ap. 118), consul suffect en 118;
                - Caius Ummidius Quadratus Annianus Verus, (v. 113 - ap. 146), consul suffect en 146;
                  - Ummidia Cornificia Faustina, (v. 145 - ?);

          - ? (Sallustia), (v.20/5 - ?), épouse de (Iunius Blaesus);
            - ? (Iunia Blaesilla), (v.35 - ?), épouse un (Publius Velleius);
              - ? Publius Velleius Lucullus Sallustius Blaesus, (v.50/5 - 91), consul suffect en 89[19];

            - ? Iunius Blaesus, (v.35/40 - 10/69), légat d'Auguste propréteur de Lyonnaise en 69;

### Sous le Principat

#### Sallustiid'Aphrodisias
- Sallustius Rufus, sénateur romain;
  - Marcus Sallustius Rufus Titilianus, (v.90/100 - ?), sénateur romain sous Hadrien;
  - Sallustia Frontina, épouse de Titus Flavius Athenagoras Agathus;
    - Titus Sallustius Flavius Athenagoras, consul suffect;

#### Sallustii Macriniani
- Quintus Sallustius Macrinianus, (v.150 - ap.198/211), procurateur d'Auguste;
  - Quintus Sallustius Macrinianus, (v.170 - ?), sénateur romain;
    - Quintus Sallustius Macrinianus, (v.195/200 - ?);
    - ? Gnaea Seia Herennia Sallustia Barbia Orbiana, (v.205/10 - ap.227), épouse de Sévère Alexandre;

#### Autres
- Caius (Sallustius?), (v. 120 - ?);
  - Sallustia Iulia, (v. 140/5 - ap. 177/80?), épouse de Virius Agricola[20];

## Voir également
- Liste des gentes romaines
- Salluste (homonymie)